# Yukiko Okada
Kayo Satō, in arte Yukiko Okada (岡田 有希子 Okada Yukiko) (Ichinomiya, 22 agosto 1967 – Tokyo, 8 aprile 1986), è stata una cantante e idol giapponese, vincitrice del talent show Star Tanjō! nei primi anni '80. Era ribattezzata dai suoi ammiratori con il soprannome di "Yukko", abbreviazione comune per il nome "Yukiko" in lingua giapponese.

## Primi anni
Yukiko Okada nacque ad Ichinomiya, nella città di Nagoya, il 22 agosto del 1967, secondogenita della famiglia Satō. Durante l'infanzia e l'adolescenza, Yukiko si interessò alla lettura e all'arte, coltivando come molte ragazze giapponesi dell'epoca il sogno di diventare un'idol. Per concretizzare il suo desiderio, partecipò a diverse audizioni, ma senza ottenere successo. Nel 1983, la sedicenne Okada approda su Nippon TV, nello show Star Tanjō! (un talent show simile ad American Idol), del quale viene dichiarata vincitrice nel marzo dello stesso anno.

## Carriera
Assunta dalla casa discografica giapponese "Sun Music Production", il 21 aprile 1984 Yukiko Okada debutta sulla scena musicale con il suo primo singolo, "First Date". Il disco fu ben accolto dal pubblico e dalla critica, e durante l'anno la giovane Yukiko ricevette diversi riconoscimenti importanti, tra cui un MTV Video Music Awards Japan e il Japan Record Awards, vinto grazie al terzo singolo pubblicato sempre nel 1984, "Dreaming Girl - Koi, Hajimemashite”.
Okada proseguì la sua carriera musicale con altri singoli di successo, come "Futari Dake no Ceremony" (1985), "Summer Beach" (1985), "Kanashii Yokan" (1985) e "Love Fair" (1985). Inoltre, Yukiko recitò nel dorama "Kinjirareta Mariko" (禁じられたマリコ Kinjirareta Mariko) nel ruolo della protagonista Mariko, una ragazza dotata di percezioni extrasensoriali.
Nel 1986, Yukiko pubblicò il suo ultimo singolo, Kuchibiru Network, canzone scritta dall'idol Seiko Matsuda e composta da Ryūichi Sakamoto. Uscito il 29 gennaio 1986, il disco raggiunse il primo posto della classifica musicale giapponese Oricon il 10 febbraio dello stesso anno. La canzone venne usata per una
campagna pubblicitaria della multinazionale di cosmetica Kanebo.

## La morte
Intorno alle ore 10 del mattino dell'8 aprile 1986, Fudaka Tokuo, il manager dell'edificio della "Sun Music", andò a controllare Okada dopo che non aveva risposto a una telefonata. I residenti dell'edificio si lamentavano di un odore di gas che proveniva da una stufa incustodita che si trovava nell'appartamento della giovane. Il manager al suo arrivo trovò Okada nel suo armadio, accovacciata e singhiozzante, con i polsi tagliati, insieme a degli appunti in cui la ragazza parlava dell'attore Toru Minegishi, per cui aveva una cotta: a causa della differenza d'età però, di ben 24 anni, l'uomo non aveva intenzione di stare con lei. Gli appunti terminavano con le parole "Volevo rivederlo. Mi dispiace di essere stata così egoista. Il mio cuore non ha nessun altro posto dove andare".
Fudaka poi la portò in un vicino ospedale, dove le sue ferite vennero presto curate. In seguito, le chiese dove volesse andare, al che lei mormorò " ...In ufficio... (riferendosi all'edificio della "Sun Music"). Il manager le chiese poi perché avesse cercato di togliersi la vita, e lei rispose "Ho pensato a qualcuno e ho sentito di aver fatto qualcosa di così orribile che volevo morire.. "
Mentre Fudaka e lo staff stavano discutendo su come evitare uno scandalo mediatico, alle 12:15 Okada salì su per le scale, si tolse le scarpe e saltò giù nel vuoto. Un membro dello staff dichiarò di aver provato a fermarla, ma senza successo, poiché era arrivato troppo tardi. Okada si lanciò dal tetto della parte anteriore dell'edificio e morì sul colpo.
Dopo la sua morte, arrivarono sul luogo del suicidio molti fan e giornalisti, che scattarono foto al corpo senza vita ancor prima che giungessero ambulanza e polizia. Ad oggi, le motivazioni nascoste dietro al suo gesto non sono ancora state chiarite, sebbene siano state avanzate alcune ipotesi, legate sia a problemi personali della giovane, sia al forte stress dovuto al lavoro.
Yukiko Okada è sepolta nel cimitero di Saya (il 1º aprile 2005 Saya è stata fusa con la città di Saori e i villaggi di Hachikai e Tatsuta, tutte facenti parte del distretto di Ama, e la nuova città ha preso il nome di Aisai), nella prefettura di Aichi, sull'isola di Honshū. A distanza di tempo, sono ancora molti coloro che portano fiori o lasciano dei messaggi di cordoglio sulla tomba di Okada.

## La "Yukko Syndrome" o "Effetto Yukiko"
La storia di Yukiko Okada raggiunse una grande popolarità in tutto il mondo poiché, dopo la sua tragica fine, molti dei suoi ammiratori decisero di togliersi la vita, seguendone l'esempio. Nell'arco di 15 giorni dalla sua morte, almeno una trentina di persone si suicidarono, soprattutto ragazze adolescenti, di cui alcune giovanissime, ed il fenomeno prese il nome di "Yukko Syndrome" o "Effetto Yukiko", a testimoniare l'enorme impatto che la sua morte ebbe sui suoi fan. Il suicidio di Yukiko Okada è annoverato tra i casi di effetto Werther (o suicidio imitativo) più noti, simile ad altri che hanno visto coinvolti numerosi attori e cantanti, come Ruan Lingyu, Hide e Marilyn Monroe.

## Opere postume
Dopo la morte di Yukiko Okada, uscì in commercio il singolo postumo Hana no Image, edito dalla sua casa discografica nel maggio del 1986. Nel corso degli anni sono stati pubblicati diversi DVD in ricordo di Okada, oltre alla riedizione di alcuni suoi libri e di un cofanetto completo di tutti i suoi album. Nel 2002, la sua casa discografica ha pubblicato un altro singolo postumo, Believe In You (2002 Strings Version).

## Discografia

### Album originali
- [1984.09.05] Cinderella (シンデレラ)
- [1985.03.21] FAIRY
- [1985.09.18] Jyuugatsu no Ningyo (十月の人魚)
- [1986.03.21] Venus Tanjou (ヴィーナス誕生)

### Singoli
- [1984.04.21] First Date (ファースト・デイト)
- [1984.07.18] Little Princess (リトル プリンセス)
- [1984.09.21] -Dreaming Girl- Koi, Hajimemashite (-Dreaming Girl- 恋、はじめまして)
- [1985.01.16] Futari Dake no Ceremony (二人だけのセレモニー)
- [1985.04.17] Summer Beach
- [1985.07.17] Kanashii Yokan (哀しい予感)
- [1985.10.05] Love Fair
- [1986.01.29] Kuchibiru Network (くちびるNetwork)

### Video/DVD
- [1985.08.02] Yukiko in SWISS

### Libri
- [1984.xx.xx] Idol Complex Jitsuroku Manga Okada Yukiko (アイドルコミックス・実録まんが岡田有希子)
- [1984.xx.xx] Okada Yukiko special (岡田有希子special)
- [1985.xx.xx] Hitomi wa Himitsu Iro (瞳はヒミツ色)
- [1985.xx.xx] Namiko Yukiko Saori no Doki Doki Book (奈美子・有希子・小緒里のドキドキブック)
- [1985.xx.xx] Okada Yukiko Shashinshuu Anata to Futarikiri... (岡田有希子写真集・あなたとふたりきり…)
- [1985.xx.xx] Motto Ai Itai... Yukiko (もっと逢いたい…有希子)
- [1985.xx.xx] SWEET LOVE DREAM
- [1986.xx.xx] Venus Tanjou (ヴィーナス誕生)

## Merchandising postumo

### Album
- [1999.03.17] Memorial BOX (メモリアルBOX)
- [2002.05.15] YUKIKO OKADA * ALL SONGS REQUEST
- [2002.12.18] 84-86 Bokura no Best SP YUKIKO OKADA CD/DVD-BOX [Okurimono III] (84-86 ぼくらのベスト SP 岡田有希子 CD/DVD-BOX 「贈りものＩＩＩ」)
- [2012.11.21] The Premium Best Okada Yukiko (ザ・プレミアムベスト 岡田有希子)

### Singoli
- [1986.05.14] Hana no Image (花のイマージュ)
- [2002.12.04] Believe In You (2002 Strings Version)

### Video/DVD
- [1985.12.05] Memories of Switzerland
- [2002.12.18] Memories in Swiss

### Libri
- [1986.xx.xx] Sayonara... Yukiko (さよなら…有希子)
- [1986.xx.xx] Okada Yukiko wa Naze Shinda ka (岡田有希子はなぜ死んだか)
- [1987.xx.xx] Ai wo Kudasai (愛をください)
- [1989.xx.xx] Sacrifice (サクリファイス)
- [1998.xx.xx] Iina ~Feel For Love~ (イイナ ～Feel for Love～)
- [2002.xx.xx] Venus Tanjou (ヴィーナス誕生)
- [2002.xx.xx] SWEET LOVE DREAM